# 킨디

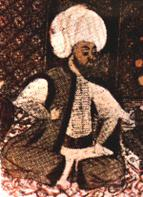

아부 유수프 야꿉 이븐 이스하끄 앗삽바흐 알킨디(801년~873년, 아랍어: أبو يوسف يعقوب بن إسحاق الصبّاح الكندي, 라틴어: Alkindus 알킨두스[*])는 아랍 최초의 철학자라고 한다.

## 생애
구파의 명문 출신으로 부친은 바스라의 지사(知事)였다. 순수한 아랍족에서 나온 위대한 철학자로서 유일한 존재였으므로 '아랍의 철학자'라고 호칭되었다. 바그다드에서 활동하였는데 칼리프 알 마문과 알 무타심의 시대는 합리주의 신학의 유행시대여서 그도 존중되었다. 그러나 알 무타와킬 치하(治下)의 반동시대에는 박해를 받아 장서(藏書)를 몰수당하였다.

## 저서
총계 200 수십 종을 저술한 것으로 알려졌는데, 그 중에서 22종이 철학 관계이며, 수학·의학·천문학·약학·심리학·정치학 기타 광범위 분야에 이르기까지 각각 상당수의 저술을 한 것 같다. 그러나 현재까지 남아 있는 것은 얼마 안 된다. 그의 철학은 '이슬람교도를 위한 그리스 철학' 등으로 불리고 있는데, 역시 신플라톤주의에 의거한 것이 많고 그 입장에서 아리스토텔레스의 사상도 연구한 것이다. 그는 철학자, 예언자가 전한 신의 계시와의 사이에서 하등의 결함도 없다고 생각하였다. 그의 <이지론(理智論)>은 본래 라틴어로 번역된 것만이 전해졌으나 최근에 이스탄불에서 그의 다른 저서 30종 정도와 함께 그 아랍어 원전이 발견되었다. 이 글은 후세의 이슬람 철학뿐만 아니라 유럽의 철학자들에게도 영향을 주었다.